# Team Novo Nordisk/2018
Deze pagina geeft een overzicht van de Team Novo Nordisk-wielerploeg in 2018.

## Algemene gegevens
Teammanager: Vassili Davidenko
Ploegleiders: Massimo Podenzana, Gennady Mikhaylov
Fietsmerk: Colnago

## Renners
| Naam                 | Geboortedatum | Nationaliteit       | Ploeg 2017 |
| -------------------- | ------------- | ------------------- | ---------- |
| Mehdi Benhamouda     | 02-01-1995    | Frankrijk           |            |
| Sam Brand            | 27-02-1991    | Verenigd Koninkrijk | -          |
| Fabio Calabria       | 27-08-1987    | Australië           |            |
| Stephen Clancy       | 19-07-1992    | Ierland             |            |
| Romain Gioux         | 06-09-1986    | Frankrijk           |            |
| Joonas Henttala      | 17-09-1991    | Finland             |            |
| Brian Kamstra        | 05-07-1993    | Nederland           |            |
| Matyáš Kopecký       | 19-01-2003    | Tsjechië            |            |
| Reid McClure         | 10-11-1995    | Canada              |            |
| Emanuel Mini         | 14-06-1986    | Argentinië          | -          |
| David Lozano         | 21-12-1988    | Spanje              |            |
| Andrea Peron         | 28-10-1988    | Italië              |            |
| Charles Planet       | 30-10-1993    | Frankrijk           |            |
| Umberto Poli         | 27-08-1996    | Italië              |            |
| Quentin Valognes     | 19-06-1996    | Frankrijk           |            |
| Rik van IJzendoorn   | 22-08-1987    | Nederland           |            |
| Christopher Williams | 10-11-1981    | Australië           |            |

### Vertrokken
| Naam              | Geboortedatum | Nationaliteit | Ploeg 2019         |
| ----------------- | ------------- | ------------- | ------------------ |
| Javier Megías     | 30-09-1983    | Spanje        | Gestopt            |
| Martijn Verschoor | 04-05-1985    | Nederland     | Gestopt            |
| Corentin Cherhal  | 19-01-1994    | Frankrijk     | WB-Fybolia Locminé |
| Gerd de Keijzer   | 18-01-1994    | Nederland     | ?                  |

## Overwinningen
- 7e etappe Ronde van Rwanda: David Lozano

Androni Giocattoli-Sidermec · Aqua Blue Sport · Bardiani-CSF · Burgos-BH · Caja Rural-Seguros RGA · CCC-Sprandi-Polkowice · Cofidis · Delko-Marseille Provence KTM · Direct Énergie · Euskadi-Murias · Gazprom-RusVelo · Hagens Berman Axeon · Holowesko Citadel p/b Arapahoe Resources · Israel Cycling Academy · Nippo-Vini Fantini-Europa Ovini · Rally Cycling · Roompot-Nederlandse Loterij · Sport Vlaanderen-Baloise · Team Manzana Postobón · Team Novo Nordisk · UnitedHealthcare Pro Cycling · Vérandas Willems-Crelan · Vital Concept · Wanty-Groupe Gobert · WB Aqua Protect Veranclassic · Wilier Triestina-Selle Italia
2008 · 2009 · 2010 · 2011 · 2012 · 2013 · 2014 · 2015 · 2016 · 2017 · 2018 · 2019· 2020· 2021 · 2022 · 2023 · 2024 · 2025